# Kap Begitschew
Kap Begitschew (russisch Мыс Бегичева Mys Begitschewa, norwegisch Kapp Begichev) ist eine Landspitze an der Kronprinz-Olav-Küste des ostantarktischen Königin-Maud-Lands. Sie liegt auf der Westseite der Carstensfjella und stellt die westliche Begrenzung der Buhta Protalina dar.
Russische Wissenschaftler benannten sie nach dem sowjetischen Antarktisforscher Nikifor Alexejewitsch Begitschew (1874–1927).